# Межзёренная граница
Межзёренная граница — поверхность раздела двух зёрен (кристаллитов) в поликристаллическом материале. Межзёренная граница является дефектом кристаллической структуры и имеет тенденцию к понижению электрической проводимости и температуропроводности. Высокая энергия границ и относительно слабая связь в большинстве межзёренных границ часто делает их предпочтительным местом для возникновения коррозии и выделения второй фазы.

## Высоко- и малоугловые границы
Традиционно межзёренные границы разделяют по пространственной разориентации между двумя зёрнами. Малоугловыми границами являются границы с углом разориентации менее 15°. Иногда применяют меньшее пороговое значение вплоть до 11°. Обычно их описывают с точки зрения дислокационной теории. А их свойства и структура является функцией разориентации. С другой стороны, свойства высокоугловых границ, чья разориентация выше 15°, обычно не зависят от разориентации. Однако существуют 'специальные границы' — при определённых ориентациях энергия границ раздела заметно ниже, чем в основном у высокоугловых границ.

### Границы наклона
Простейшим видом границ являются границы, где ось вращения параллельна плоскости границы. Граница может образовываться как одиночными смежными зёрнами или кристаллитом, который постепенно изогнут внешней силой. Энергия, связанная с упругим изгибом решётки, может уменьшаться введением дислокаций, которые по-существу являются вклинивающимися атомными полуплоскостями, создающими постоянную разориентацию между двумя частями.

## Описание границ
Границы могут быть описаны посредством ориентации границы к двум зёрнам и необходимым трехмерным поворотом для приведения зёрен к точному совпадению решёток. Так, границы имеют 5 степеней свободы. Однако это является общим для описания границы только как ориентационного соотношения между соседними зёрнами. Как правило, преимущество игнорирования ориентации плоскости границы, которая сложна в определении, перевешивает уменьшение информации. Относительная ориентация двух зёрен описывается с помощью матрицы поворота:
{\displaystyle R={\begin{bmatrix}a_{11}&a_{12}&a_{13}\\a_{21}&a_{22}&a_{23}\\a_{31}&a_{32}&a_{33}\end{bmatrix}}}
Используя эту систему поворота, угол вращения θ определяется следующим образом:
{\displaystyle 2\cos \;\theta \;+1=a_{11}+a_{22}+a_{33}}
когда направление [uvw] оси вращения:
{\displaystyle [(a_{32}-a_{23}),(a_{13}-a_{31}),(a_{21}-a_{12})]}
Кристаллографическая природа налагает ограничения на разориентацию границ. Полностью произвольный поликристалл без текстуры имеет характерное распределение границ разориентации. Однако такие случаи редки, и большинство материалов будут отличаться от этого идеализированного представления в большую или меньшую сторону.

## Энергия межзёренных границ
Энергия малоугловых границ зависит от угла разориентации между соседними зернами вплоть до перехода в высокоугловое состояние. В случае простой малоугловой границы энергия границы, состоящей из дислокаций с вектором Бюргерса b и расстоянием h между ними, определяется уравнением Рида–Шокли:
{\displaystyle \gamma _{s}=\gamma _{0}\theta (A-\ln \theta )}
где θ = b/h, γ0 - геометрический множитель, зависящий от типа границы: для границы наклона γ0 = Gb[4π(1-ν)], для границы кручения γ0 = Gb/2π, A определяется радиусом r0 ядра дислокации: A = 1 + ln(b/2 πr0), - G - модуль сдвига, ν - коэффициент Пуассона. Отсюда видно, что с увеличением энергии границы энергия, приходящаяся на дислокацию, уменьшается. Существует движущая сила для создания меньшего количества более разориентированных границ (т.е. роста зерна).
Известно, что формула Рида-Шокли хорошо согласуется с опытом для малоугловых дислокационных границ, но не применима к большим углам θ, поскольку в ней не учтено сильное взаимодействие и даже перекрытие ядер решёточных дислокаций при их сближении на расстояния d ~ (4÷5)b (θ ~ 15°) .